# Sojuz-U2
Sojuz-U2 (ros. Союз-У2) – radziecko-rosyjska rakieta nośna serii Sojuz. Bazowała ona na rakiecie Sojuz 11A511U, jednak różniła się zastosowanym paliwem (wykorzystywała zamiast nafty lotniczej paliwo o nazwie Syntin). Wykorzystywana do startów statków Sojuz i Progress na stację Mir oraz serii satelitów szpiegowskich Zenit i Jantar.
Wycofana w 1995 po zaprzestaniu produkcji paliwa Syntin.